# Villar (Silleda)
Villar (oficialmente San Martiño de Vilar) es una parroquia española del municipio de Silleda, perteneciente a la provincia de Pontevedra, en la comunidad autónoma de Galicia. En 2022, tenía empadronados 89 habitantes.

## Toponimia
La parroquia puede aparecer referida como «Villar» y «Vilar».